# Syscenus infelix
Syscenus infelix is een pissebed uit de familie Aegidae. De wetenschappelijke naam van de soort is voor het eerst geldig gepubliceerd in 1880 door Harger.